# Daniel Burnham
Daniel Hudson Burnham (Henderson, 4 de setembro de 1846 – Heidelberg, 1 de junho de 1912) foi um arquitecto e planeador urbano norte-americano. Atuou como diretor de trabalhos para a Exposição Universal de Chicago de 1893, além de ter assumido papel de liderança na criação dos planos diretores de diversas cidades, dentre as quais Chicago e Washington D.C.. Burnham também projetou diversos edifícios, como a Union Station de Chicago e o Edifício Flatiron em Nova Iorque.

## Exposição Universal de Chicago
Burnham, em parceria com John Root, possuía um escritório de arquitetura que veio a se tornar um dos mais notáveis da cidade de Chicago no século XIX, sendo encarregado do projeto e construção da World's Columbian Exposition, ou Exposição Universal de Chicago, a qual ocorreu em 1893 de modo a celebrar o quadricentenário da chegada de Cristóvão Colombo à América.
Com o falecimento de Root no decorrer do projeto, vários outros arquitetos e paisagistas — dentre eles Frederick Law Olmsted e Louis Sullivan — vieram a contribuir, alterando significativamente o plano original de Burnham e Root. Enquanto a ideia inicial destacava-se por seu aspecto modernista, o projeto posterior era de caráter Neoclássico, tendo sido denominado "cidade branca". Esse projeto ajudou a difundir a arquitetura neoclássica como algo monumental e racional, originando uma popularização do estilo nos Estados Unidos.

## Plano Diretor de Chicago

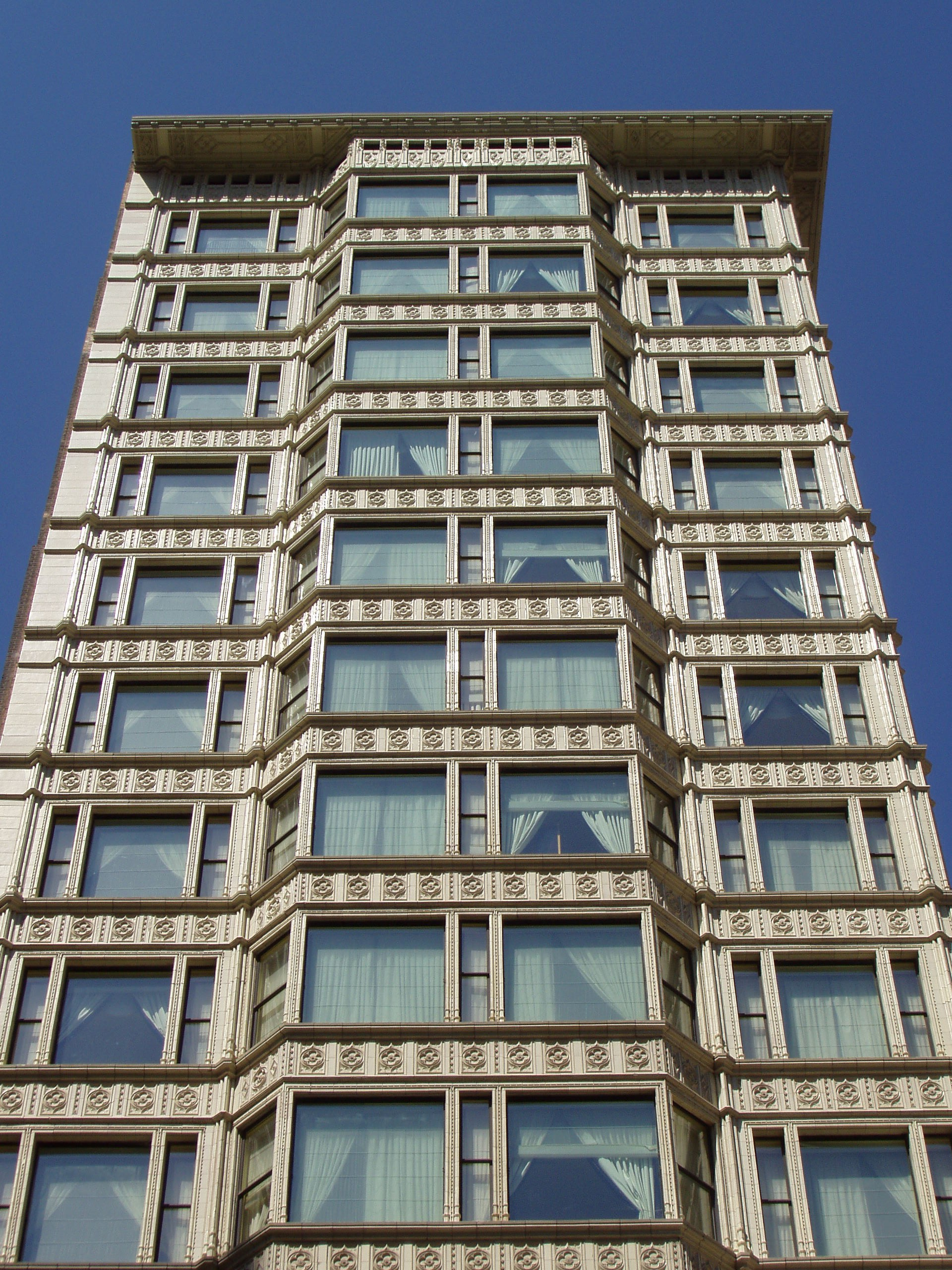
O Edifício Reliance, em Chicago, uma das criações de Daniel Burnham

Iniciado em 1906 e publicado em 1909, em parceria com Edward H. Bennett o plano versava sobre o futuro da cidade. Destaca-se por ter sido o primeiro plano abrangente com enfoque na expansão urbana controlada da cidade americana. O plano incluiu propostas ambiciosas para a orla lacustre da metrópole e propunha que todos os cidadãos residissem a uma distância do lago percorrível a pé. Patrocinado pelo Clube Comercial de Chicago, Burnham ofereceu seus serviços na esperança de que sua causa fosse efetivada em prol da cidade.

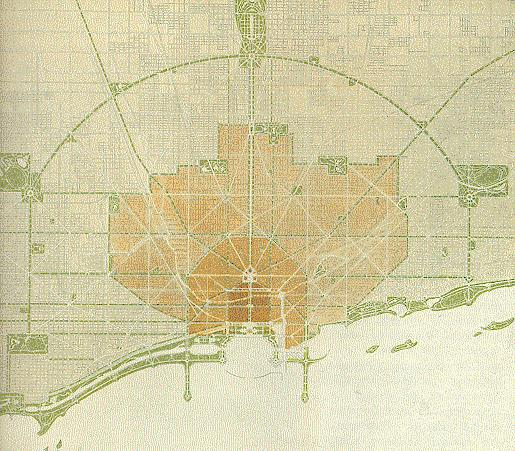
Plano Diretor de Chicago, 1909

Burnham pretendia que Chicago se tornasse uma "Paris das pradarias", com fontes, bulevares radiais e outros equipamentos urbanos inspirados naqueles oriundos da reforma urbana de Haussmann empreendida na capital francesa. Ainda que apenas algumas partes do plano tenham sido efetivamente implantadas, foi estabelecido um padrão para o desenho urbano, antecipando necessidades iminentes das grandes cidades, como o controle do crescimento urbano. Além disto, o plano continuou a influenciar o desenvolvimento da cidade de Chicago até mesmo décadas após o falecimento do arquiteto. Além do Plano Diretor de Chicago, Burnham contribuiu com planos para as cidades de Cleveland, San Francisco, Washington D.C., bem como para a capital filipina, Manila.

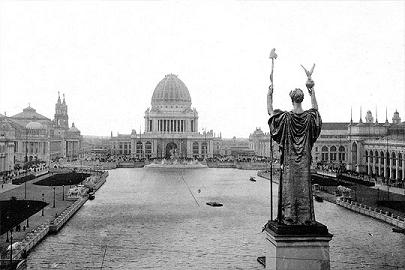
Exposição Universal de Chicago, 1893

## Edifícios projetados

### Chicago
- Union Station (Chicago, Illinois)
- «Union Stock Yard Gate»
- «Kent House»
- «Rookery Building»
- Edifício Monadnock
- «Reliance Building»
- «Fisher Building»
- «Heyworth Building»

### Outras cidades
- Flatiron Building (New York City)
- Union Station Washington, D.C.
- Ford Building (Detroit, Michigan)
- Wyandotte Building (Columbus, Ohio)
- Pennsylvania Railroad Station (Richmond, Indiana)